# 헤클러운트코흐 범용 반자동권총
헤클러운트코흐 범용 반자동권총(독일어: Heckler & Koch Universelle Selbstladepistole; HK USP 헤클러 운트 코흐 우니베르젤레 젤브스틀라데피스톨레; 하카 우에스페[*])는 헤클러&코흐의 반자동 권총이다.

## 원형
USP는 .40 S&W 탄환(13발장전)을 쓰는 권총이다. 9mm 탄환을 쓰는 USP9, 45구경탄을 쓰는 USP45(USP Tactical)가 있으며. 357SIG 탄환을 사용하는 컴팩트 모델도 생산되었다. 그밖에 경기용으로 생산된 모델(USP 매치)이나 총열이 길어진 익스퍼트모델, 엘리트모델등이 있으나 소수 생산되었으며 개인이 성능향상을 위하여 개조한 개조품도 많이 있다.
쇼트리코일 방식으로 작동되며 조정간과 해머 릴리즈 레버(디코킹레버)가 일체형이다.
하부프레임은 플라스틱이며 일부모델은 탄창도 플라스틱이다. 총신은 폴리고날 6각 총신이다. 하부 프레임에 달린             레일은 독자규                                                       격으로, 피카티니 레일과는 규격이 달라 일반적인 피카티니 레일용 장비를 부착하려면 전용 언더마운트가 필                              요하다. (이 점은 Mk.23도 동일하다)
1993년에 다목적용으로 개발되어 미국시장에 첫선을 보였으며 특유의 신뢰성과 정확도로 많은 사랑을 받고있다.

## 파생형

### SOCOM Mk23
미 특수전사령부(US SOCOM)의 주문에 맞춰 제작된 모델로, USP 개발이 진행되던 도중, 프로젝트 팀에서 인원을 차출하여 USP를 베이스로 따로 개발한 모델이다. .45 ACP탄을 사용하며, 장탄수는 12발이다. 주문에 맞춰 개발하다보니 베이스인 USP보다 더 커지고 무거워졌지만, 성능은 더 우수하다.

### USP 컴팩트
USP의 축소형이다. 컴팩트 모델의 경우 원형 USP의 반동 억제 시스템을 가지고 있지 않다.

## 대중 문화
- 게임 모던 스트라이크에서 기본 지급 권총으로 등장한다.

- 플래시 게임 제작사, 아머 게임즈에 스트라이크 포스 히어로즈 1에 모든 로드아웃 기본 지급 권총으로 둥장한다.